# Войчех Галонзка
Во̀йчех Гало̀нзка (на полски: Wojciech Gałązka) е полски филолог българист, литературен историк, преводач, дипломат.

## Биография
Роден е на 19 април, 1947 г. в Бжежини, Полша. Следва славистика в Ягелонския университет в Краков (1965 – 1970), където става асистент в Института по славянски филологии. Доктор на хуманитарните науки (1978). Лектор по полски език в Софийския университет (1992 – 1993). Директор на Полски институт в София (1993 – 1999). Работи в Министерството на културата и Министерството на външните работи на Република Полша (1999 – 2003). Генерален консул на Република Полша в Луцк (2003 – 2007). Консул на Република Полша в София (2008 – 2012).
Войчех Галонзка е преводач на текстове на Иван Вазов, Пенчо Славейков, Николай Лилиев, Гео Милев, Георги Караславов, Емилиян Станев, Георги Райчев, Атанас Далчев, Николай Кънчев, Здравко Кисьов и др.
Почетен член на Съюза на преводачите в България.

## Награди
Войчех Галонзка е удостоен от Държавния съвет на НРБ с медал „1300 години България“ (1983) и от Президента на Република България с орден „Мадарски конник“ (1999). Носител на Евтимиева награда на Великотърновския университет „за успехите му на изтъкнат специалист и дългогодишен преподавател по българска литература в Ягелонския университет в Краков, Полша“ (1990). Доктор хонорис кауза на Великотърновския университет (1999) и на Държавния университет „Леся Украина“ в Луцк (2007).

### Научни изследвания
- Tradycja i współczesność. O literaturze bułgarskiej XX wieku. Katowice, 1983
- Bułgarskie programy i manifesty literackie. Kraków, 1983
- Naród i kultura. Antologia esejów i artykułów o narodzie i kulturze bułgarskiej. Kraków, 1985
- Oswajanie skorpionów: Szkice o literaturze bułgarskiej. Kraków: Międzynarodowe Centrum Kultury, 1992, ss. 128. ISBN 83-7052-0171-5
Опитомяването на скорпионите. Поглед на един чужденец към българската литература. Превод от полски Рачо Чавдаров. Шумен: Глаукс, 1994, 145 с.

### Преводи
- Spis powszechny dzikich zajęcy. Katowice, 1975
- G. Milew, Poematy i proza liryczna. Kraków, 1977
- G. Karasławow, Tango. – В: Dni wojny Warszawa 1977
- E. Stanew, Antychryst. Katowice, 1979
- G. Rajczew, Lustig i inne opowiadania. Kraków, 1980
- A. Dałczew, Proza poetycka. – В: Poezje, oprac. A. Kamieńska, Warszawa, 1981
- N. Kynczew, Niczym ziarno gorczycy, Kraków, 1981
- N. Kynczew, Posłanie od piechura, Sofia, 1999 (двуезично издание)
- Z. Kisiow, Czystopis. Kraków, 2007
- Biała jaskółka. Antologia opowiadań bułgarskich XIX i XX wieku. Katowice, 1982
- Niewidzialne skrzydła. Antologia poezji bułgarskiej od IX wieku do 1944 roku. Kraków, 1987.[6]